# Planolinus khaoensis
Planolinus khaoensis är en skalbaggsart som beskrevs av Zdzisława Stebnicka 1988. Planolinus khaoensis ingår i släktet Planolinus och familjen Aphodiidae. Inga underarter finns listade i Catalogue of Life.